# The Star Reporter (film 1911)
The Star Reporter è un cortometraggio muto del 1911 diretto da William Davis (Will S. Davis).

## Produzione
Il film fu prodotto dalla Yankee Film Company.

## Distribuzione
Distribuito dalla Motion Picture Distributors and Sales Company, il film uscì nelle sale cinematografiche USA il 18 settembre 1911.